# Alberese

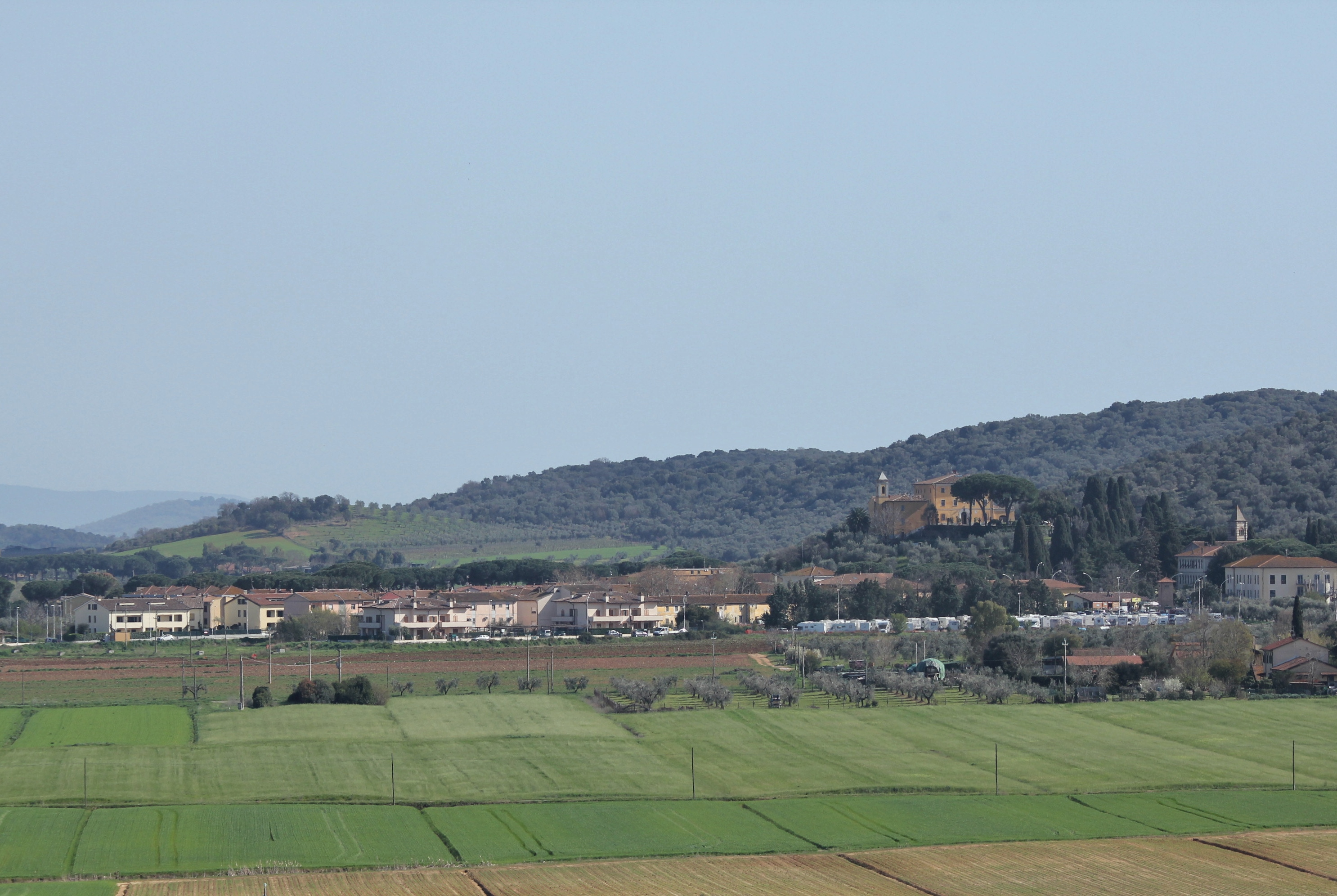
Alberese

Alberese (Italiano: [albeˈreːze]) é uma aldeia no centro da Maremma, uma fração da cidade de Grosseto. Ela está situada a 20 km a sudeste da capital, no coração do Parque Natural da Maremma. .

## História
Ainda durante a pré-história algumas cavernas antigas eram habitadas, como a do Scoglietto,
A moderna área de residência rural, dominado pela imponente massa de Villa Granducale, foi desenvolvida nos últimos dois séculos, graças a Reforma e para a alocação de territórios para os agricultores, a maioria vindos do Veneto e Norte da Itália.